# ナガイレーベン
ナガイレーベン株式会社（英: Nagaileben co., Ltd.）は、白衣や靴の販売を行う企業。東証プライムに上場している。

## 事業内容
医療・介護関係者向けの白衣・靴の販売を行う。白衣は秋田県大仙市に本社を置くナガイ白衣工業が製造を行い、靴は取引先企業より供給を受ける。花井幸子や丸山敬太など著名ファッションデザイナーによる白衣も扱う。

## 沿革
- 1950年7月 - 東京都千代田区神田三崎町一丁目に株式会社永井商店を設立。
- 1969年10月 - 秋田県仙北郡南外村（現大仙市）にナガイ白衣工業株式会社を設立。
- 1971年12月 - 国産初のポリエステル100%のニット白衣を開発、販売。
- 1976年4月 - 札幌市東区に北海道ナガイ株式会社を設立。（2004年9月に、ナガイレーベンにより吸収合併）
- 1984年2月 - 本社を東京都千代田区岩本町に移転。
- 1995年6月 - 株式を店頭公開。
- 2001年8月 - 東証2部上場。
- 2004年8月 - 東証1部に指定替え。
- 2014年1月 - 本社を東京都千代田区鍛冶町に移転。